# Vierwielaandrijving

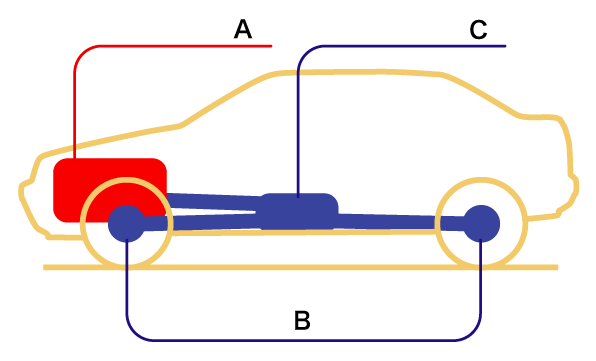
Schema van vierwielaandrijving: de motor (A) drijft de beide assen (B) aan via het centrale differentieel (C).

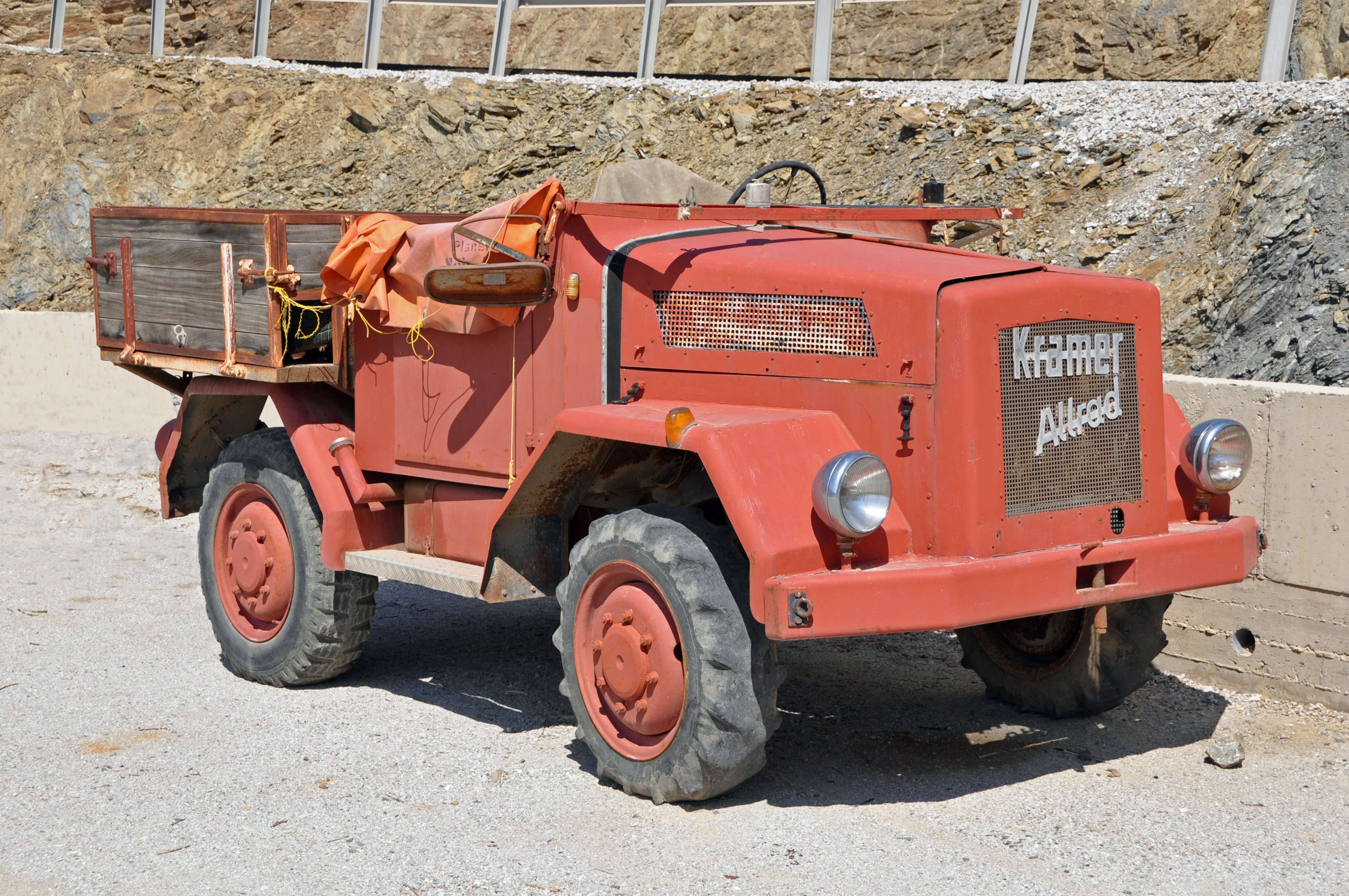
De Kramer Allrad, een kleine 4×4-trekker van het Duits bedrijf Kramer

Vierwielaandrijving (ook wel: 4WD, 4×4) is een aanduiding voor voertuigen met vier wielen waarbij alle vier de wielen kunnen worden aangedreven, door één centrale motor, of door één hydraulische of elektromotor per wiel. In feite beschikt een vierwielaangedreven voertuig over zowel voor- als achterwielaandrijving.
Vierwielaandrijving is permanent of inschakelbaar. Permanent betekent dat altijd alle vier de wielen worden aangedreven. Bij inschakelbare vierwielaandrijving worden standaard alleen de voorwielen aangedreven en kan aandrijving van de achterwielen worden ingeschakeld, of andersom. Meestal wordt de techniek ook in combinatie met bijvoorbeeld differentieelsloten en tractiecontrole toegepast, waardoor bepaalde wielen (tijdelijk) niet of juist harder aangedreven worden, of exact even hard wordt aangedreven als andere wielen.
Bij inschakelbare vierwielaandrijving is er soms alleen een differentieel voor de voorwielen. Bij dergelijke wagens wordt de achterwielaandrijving alleen ingeschakeld als dat nodig is, bijvoorbeeld bij een steile beklimming.

## Geschiedenis
Vierwielaandrijving werd voor het eerst toegepast in 1903 op de Spyker 60HP-racer. Het duurde daarna een aantal jaren voor de techniek opnieuw werd toegepast.
In de jaren net voor de Tweede Wereldoorlog werd in Nederland een systeem ontwikkeld, Trado, wat mogelijk maakte om bestaande (vracht) auto's om te bouwen naar 4×4, 6×4 of 6×6.
Het 4×4-systeem werd eerst alleen op trekkers, terreinauto's, legervoertuigen zoals jeeps en vrachtwagens gebruikt, maar werd vanaf de jaren 80 ook ingezet bij personenauto's.
Overigens worden bij vrachtwagens vaak meerdere assen aangedreven, maar niet altijd alle assen tegelijk. Ongewoon is de door DAF gebruikte H-aandrijving die gebruikt is bij de DAF YA-328 en de DAF YA-126.
Een bijzondere 4×4 is de Citroën 2CV 4×4 Sahara (1958-1970), met achterin een extra motor en versnellingsbak, die andersom gemonteerd was. Met een schakelpook tussen de voorstoelen werden beide versnellingsbakken gelijktijdig bediend. De auto beschikte dankzij de inschakelbare vierwielaandrijving over een enorme terreinvaardigheid, maar wel voor de dubbele prijs van de standaard 2CV.
Minstens zo bijzonder is de Jensen FF van de Britse autoproducent Jensen. FF staat voor Ferguson Formula; Ferguson was de ontwikkelaar van de vierwielaandrijving voor de auto, waarvan tussen 1966 en 1971 in totaal 320 exemplaren werden geproduceerd.
De eerste in massa geproduceerde personenauto met vierwielaandrijving was de Subaru Leone 4WD Estate Van, die in 1972 op de markt kwam. Twee jaar eerder had een Japanse elektriciteitsmaatschappij aan een dealer gevraagd of de Subaru 1000 misschien kon worden aangepast, want het bedrijf wilde een weer- en winddicht alternatief voor de tochtige terreinwagens die destijds in Japan te koop waren. Na geslaagde proefnemingen met vierwielaandrijving besloot Subaru om de constructie in serieproductie te nemen, met de in 1971 geïntroduceerde Leone als uitgangspunt.
De Europese early adopter van vierwielaandrijving in personenauto's is Audi. Een ingenieur van Audi stelde eind jaren zeventig voor om vierwielaandrijving te gebruiken in wedstrijden. Hoewel er sceptisch tegenaan werd gekeken, kreeg men toestemming een prototype te bouwen, uitgerust met een 100 pk-motor, waarschijnlijk op de Audi 80 gebaseerd. Dit model, met de typeaanduiding quattro werd tegenover een 200 pk sterke Audi met tweewielaandrijving ingezet, en het bleek dat ze aan elkaar gewaagd waren.

Dit project werd met veel succes in het geheim doorgezet in een rallyproject voor het Wereldkampioenschap rally (het huidige WRC). Audi versloeg de competitie. In de jaren negentig zette het met succes de Audi quattro in tijdens het DTM en het Britse toerenwagenkampioenschap, de BTCC.

## Latere ontwikkelingen
Na Subaru en Audi begon ook Volkswagen vierwielaandrijving toe te passen, onder meer in de Transporter Syncro en de Golf Syncro. Ford heeft ook geprobeerd een auto met vierwielaandrijving op de markt te brengen. In Europa was dit de Ford Sierra XR4x4. Dit werd geen massasucces door zijn relatief hoge prijs in vergelijking met Audi's van die periode. Daarnaast was er onvoldoende belangstelling onder bestaande kopers van een Ford Escort of Sierra naar een AWD model. Het AWD systeem van Ferguson was daarentegen van goede kwaliteit. Porsche presenteerde zijn 959 als eerste model met vierwielaandrijving. Sindsdien, nog versterkt door de opkomst van de SUV, is het heel normaal voor fabrikanten om een vierwielaangedreven auto in het assortiment te hebben.
Het Franse Dangel bouwt bestaande modellen van PSA Peugeot Citroën om tot vierwielaangedreven voertuigen.
Landrover is bekend om zijn 4WD, maar is niet echt een pionier op dit gebied. De eerste prototypes van de Landrover Series 1 waren op basis van de Amerikaanse Willys Jeep.

## 4×4
Een 4x4 betekent een auto met vier wielen waarvan alle vier wielen aangedreven worden. In principe is elke combinatie mogelijk: 4×2 - 4×4 - 6×4 - 6×6 - 8×4 - 8×8 enz. Een normale personenauto is een 4×2: vier wielen, waarvan twee aangedreven worden.